# 古爾德 (阿肯色州)
古爾德（英語：Gould）是一個位於美國阿肯色州林肯縣的城市。

## 地理
古爾德的座標為33°59′09″N 91°33′42″W / 33.98583°N 91.56167°W，而該地的平均海拔高度為50米（即164英尺）。

## 人口
根據2020年美國人口普查的數據，古爾德的面積為4.02平方千米，皆為陸地。當地共有人口663人，而人口密度為每平方千米164人。